# Хатчинсон, Джонатан
Джо́натан Ха́тчинсон (23 июля 1828 — 23 июня 1913) — британский врач, хирург, офтальмолог, дерматолог, венеролог и патолог.

## Биография
Родился в Селби (Англия), Йоркшир, в семье квакеров; после окончания местной школы пять лет был учеником йоркского аптекаря и хирурга. Поступил на работу в госпиталь святого Варфоломея, стал членом Королевской коллегии хирургов Англии в 1850 году и быстро заслужил репутацию квалифицированного хирурга и научного исследователя. В 1851 году изучал офтальмологию в Мурфильде и работал в глазной больнице; в последующие годы также работал в нескольких специализированных больницах, в том числе в дерматологической и неврологической.
В 1886 г. впервые описал случай преждевременного старения у шестилетнего мальчика, которое проявлялось атрофией кожи и её придатков. Сейчас это генетическое заболевание известно как детская прогерия (синдром Гетчинсона (Хатчинсона) — Гилфорда).
Хатчинсон был президентом Гюнтерианского общества в 1869 и 1870 годах, преподавателем хирургии и патологии в Колледже Хирургов с 1877 до 1882 года, президентом Патологического общества в 1879—1880 годах, Офтальмологического общества с 1883 года, Неврологического Общества с 1887 года, Медицинского Общества с 1890 года и Королевского Медико-хирургического общества в 1894—1896 годах. В 1889 году он был президентом Королевского Колледжа Хирургов. Он был членом двух Королевских комиссий: в 1881 году, задачей которых было расследовать случаи оспы и лихорадки в лондонских больницах и в 1889—1896 годах, когда шёл поиск вакцины от проказы.
Хатчинсон также был почётным секретарём Сиденхамского общества. Его деятельность в области научной хирургии и в пропаганде исследований естественных наук была очень активной. Он читал многочисленные лекции по невропатологии, подагре, проказе, заболеваниям языка и прочим болезням, которые были полны его собственных наблюдений; но его основная работа была связана с исследованием сифилиса, в чём он ещё при жизни стал признанным авторитетом. Хатчинсон был основателем лондонской Поликлиники, или Медицинской школы Последипломного образования; в своём родном городе Селби и в Хейзлмире, Суррей, он основал (приблизительно в 1890 году) образовательные музеи для проведения доступных лекций по естествознанию. Он издал несколько томов своих собственных сочинений, был редактором ежеквартальных «Архивов хирургии» и получил почётные докторские степени от университетов Глазго и Кембриджа. После его отхода от активной консультативной работы он продолжал проявлять большой интерес к вопросам проказы, пытаясь доказать существование определённой связи между этой болезнью и едой соленой рыбы. В 1908 году был посвящён в рыцари.
Хатчинсон умер 23 июня 1913 года, в Хейзлмире, Суррей. У него было шесть сыновей и четыре дочери.